# Spirostreptus coruscus
Spirostreptus coruscus är en mångfotingart som beskrevs av Karsch 1881. Spirostreptus coruscus ingår i släktet Spirostreptus och familjen Spirostreptidae. Inga underarter finns listade i Catalogue of Life.